# Arechis I
Arechis I (ook wel Arigis, Aretchis, Italiaans: Arechi) was van 591 tot zijn dood in 641 de tweede hertog van Benevento, een heerschappij die een halve eeuw duurde. Hij kwam uit Friuli en was een familielid van de hertogen aldaar. Mogelijk was hij een neef van zijn voorganger Zotto. Na diens dood werd hij door koning Agilulf in het voorjaar van 591 tot hertog van Benevento benoemd. Omdat zijn hertogdom van Noord-Italië werd gescheiden door een stuk Byzantijns grondgebied was hij praktisch onafhankelijk.
Hij veroverde Capua en Venafro in de Campania en ook gebieden in de Basilicata en Calabrië. Hij slaagde er net als zijn voorganger Zotto niet in om Napels na een belegering in te nemen. Wel nam hij Salerno in de late jaren 620 in. In de laatste jaren van zijn regering slaagde hij er in om goede relaties met de rooms-katholieken binnen zijn hertogdom aan te knopen. Hij wist zijn zoon tot zijn opvolger te positioneren. Bij zijn dood was zijn onafhankelijkheid verzekerd en werd hij opgevolgd door zijn zoon Aiulf I.